# Theo de Raadt
Theo de Raadt (Pretoria, 1968. május 19.) programozó, az OpenBSD és OpenSSH projektek alapítója és vezetője, továbbá a NetBSD volt társalapítója.
Jelenleg Calgaryban (a kanadai Alberta tartományban) él.
De Raadt ismertetőjegye a konfrontatív viselkedése, mely már több komoly vitához vezetett az Open Source közösségben. A viták közül talán a legismertebb a NetBSD core teammel való összetűzése. A vita Theo NetBSD-ből való kilépésével és az OpenBSD projekt létrejöttével zárult.
Theo a Sun Microsystemsszel is összeveszett, amikor is a cég nem volt hajlandó közreadni az UltraSPARC III processzorának teljes körű leírását. Theo erre „büntetésből” nyilvánosságra hozta – az általa illetékesnek tartott – Sun munkatárs e-mail-címét és telefonszámát.
Theo hírhedt arról, hogy másokra való tekintet nélkül kifejti álláspontját, bármi legyen is annak a következménye. Egy 2,3 millió dolláros támogatást vont meg tőle az Amerikai Védelmi Minisztérium kutatásokért felelős részlege (DARPA), miután Theo (egy rádióinterjúban) kifejtette véleményét az Amerikai Egyesült Államok iraki beavatkozásáról.
Egy interjú során Linus Torvalds is bevallotta, hogy aggódott találkozásuk előtt Theo nehéz természete miatt.